# Nico Campuzano
Nicolás Campuzano Jiménez (Los Corrales de Buelna, Cantabria, 29 de enero de 1998) es un futbolista español que juega como guardameta en el Lexington SC de la USL League One estadounidense.

## Trayectoria
Nacido en Los Corrales de Buelna, Cantabria, es un guardameta formado en las categorías inferiores del Racing de Santander hasta categoría infantil, ya que en la temporada 2013-14 jugó en la cantera del Real Valladolid CF.
En categoría cadete ingresó en el FC Barcelona donde jugó desde 2014 a 2016, año en el que abandonó el juvenil "B" del club blaugrana para jugar en el juvenil "A" del Villarreal CF en la temporada 2016-2017. 
El 26 de septiembre de 2017, firma por la Unión Deportiva Las Palmas "C" de la Tercera División de España.
El 27 de abril de 2018, se marcha a Estados Unidos para jugar en los Portland Pilots.
En agosto de 2020, firma por los Pittsburgh Panthers.
El 11 de marzo de 2022, se confirmó su fichaje por el FC Cincinnati y sería asignado al FC Cincinnati 2 de la MLS Next Pro, la tercera división estadounidense.

## Clubes
| Club                              | País           | Año           |
| --------------------------------- | -------------- | ------------- |
| Unión Deportiva Las Palmas "C"    | España         | 2017-2018     |
| Portland Pilots (Universidad)     | Estados Unidos | 2018-2020     |
| Pittsburgh Panthers (Universidad) | Estados Unidos | 2020-2022     |
| FC Cincinnati 2                   | Estados Unidos | 2022          |
| New England Revolution II         | Estados Unidos | 2023          |
| New England Revolution            | Estados Unidos | 2023          |
| Lexington SC                      | Estados Unidos | 2024-presente |